# Nam Tĩnh
Nam Tĩnh (tiếng Trung: 南靖县, Hán Việt: Nam Tĩnh huyện) là một huyện của thành phố Chương Châu, tỉnh Phúc Kiến, Cộng hòa Nhân dân Trung Hoa.

## Khí hậu
| Dữ liệu khí hậu của Nam tĩnh (1991–2020 normals, extremes 1981–2010) | Dữ liệu khí hậu của Nam tĩnh (1991–2020 normals, extremes 1981–2010) | Dữ liệu khí hậu của Nam tĩnh (1991–2020 normals, extremes 1981–2010) | Dữ liệu khí hậu của Nam tĩnh (1991–2020 normals, extremes 1981–2010) | Dữ liệu khí hậu của Nam tĩnh (1991–2020 normals, extremes 1981–2010) | Dữ liệu khí hậu của Nam tĩnh (1991–2020 normals, extremes 1981–2010) | Dữ liệu khí hậu của Nam tĩnh (1991–2020 normals, extremes 1981–2010) | Dữ liệu khí hậu của Nam tĩnh (1991–2020 normals, extremes 1981–2010) | Dữ liệu khí hậu của Nam tĩnh (1991–2020 normals, extremes 1981–2010) | Dữ liệu khí hậu của Nam tĩnh (1991–2020 normals, extremes 1981–2010) | Dữ liệu khí hậu của Nam tĩnh (1991–2020 normals, extremes 1981–2010) | Dữ liệu khí hậu của Nam tĩnh (1991–2020 normals, extremes 1981–2010) | Dữ liệu khí hậu của Nam tĩnh (1991–2020 normals, extremes 1981–2010) | Dữ liệu khí hậu của Nam tĩnh (1991–2020 normals, extremes 1981–2010) |
| Tháng                                                                | 1                                                                    | 2                                                                    | 3                                                                    | 4                                                                    | 5                                                                    | 6                                                                    | 7                                                                    | 8                                                                    | 9                                                                    | 10                                                                   | 11                                                                   | 12                                                                   | Năm                                                                  |
| -------------------------------------------------------------------- | -------------------------------------------------------------------- | -------------------------------------------------------------------- | -------------------------------------------------------------------- | -------------------------------------------------------------------- | -------------------------------------------------------------------- | -------------------------------------------------------------------- | -------------------------------------------------------------------- | -------------------------------------------------------------------- | -------------------------------------------------------------------- | -------------------------------------------------------------------- | -------------------------------------------------------------------- | -------------------------------------------------------------------- | -------------------------------------------------------------------- |
| Cao kỉ lục °C (°F)                                                   | 30.7 (87.3)                                                          | 32.6 (90.7)                                                          | 34.6 (94.3)                                                          | 36.5 (97.7)                                                          | 37.2 (99.0)                                                          | 38.3 (100.9)                                                         | 40.1 (104.2)                                                         | 40.3 (104.5)                                                         | 37.8 (100.0)                                                         | 36.0 (96.8)                                                          | 35.3 (95.5)                                                          | 31.2 (88.2)                                                          | 40.3 (104.5)                                                         |
| Trung bình ngày tối đa °C (°F)                                       | 19.3 (66.7)                                                          | 20.1 (68.2)                                                          | 22.3 (72.1)                                                          | 26.4 (79.5)                                                          | 29.5 (85.1)                                                          | 32.1 (89.8)                                                          | 34.5 (94.1)                                                          | 33.9 (93.0)                                                          | 32.3 (90.1)                                                          | 29.2 (84.6)                                                          | 25.6 (78.1)                                                          | 21.2 (70.2)                                                          | 27.2 (81.0)                                                          |
| Trung bình ngày °C (°F)                                              | 13.6 (56.5)                                                          | 14.6 (58.3)                                                          | 17.0 (62.6)                                                          | 21.1 (70.0)                                                          | 24.4 (75.9)                                                          | 27.1 (80.8)                                                          | 28.6 (83.5)                                                          | 28.1 (82.6)                                                          | 26.7 (80.1)                                                          | 23.3 (73.9)                                                          | 19.5 (67.1)                                                          | 15.1 (59.2)                                                          | 21.6 (70.9)                                                          |
| Tối thiểu trung bình ngày °C (°F)                                    | 9.9 (49.8)                                                           | 11.1 (52.0)                                                          | 13.4 (56.1)                                                          | 17.3 (63.1)                                                          | 21.0 (69.8)                                                          | 23.8 (74.8)                                                          | 24.6 (76.3)                                                          | 24.5 (76.1)                                                          | 23.1 (73.6)                                                          | 19.1 (66.4)                                                          | 15.4 (59.7)                                                          | 11.1 (52.0)                                                          | 17.9 (64.1)                                                          |
| Thấp kỉ lục °C (°F)                                                  | −1.1 (30.0)                                                          | −0.4 (31.3)                                                          | 0.7 (33.3)                                                           | 7.1 (44.8)                                                           | 11.6 (52.9)                                                          | 15.0 (59.0)                                                          | 20.8 (69.4)                                                          | 21.2 (70.2)                                                          | 16.2 (61.2)                                                          | 8.0 (46.4)                                                           | 2.6 (36.7)                                                           | −2.9 (26.8)                                                          | −2.9 (26.8)                                                          |
| Lượng Giáng thủy trung bình mm (inches)                              | 50.5 (1.99)                                                          | 78.2 (3.08)                                                          | 120.8 (4.76)                                                         | 147.2 (5.80)                                                         | 207.4 (8.17)                                                         | 284.9 (11.22)                                                        | 204.5 (8.05)                                                         | 306.1 (12.05)                                                        | 193.3 (7.61)                                                         | 59.6 (2.35)                                                          | 42.7 (1.68)                                                          | 44.1 (1.74)                                                          | 1.739,3 (68.5)                                                       |
| Số ngày giáng thủy trung bình (≥ 0.1 mm)                             | 8.6                                                                  | 11.7                                                                 | 14.8                                                                 | 15.0                                                                 | 17.8                                                                 | 18.6                                                                 | 14.4                                                                 | 17.3                                                                 | 12.4                                                                 | 5.0                                                                  | 5.9                                                                  | 7.1                                                                  | 148.6                                                                |
| Độ ẩm tương đối trung bình (%)                                       | 78                                                                   | 79                                                                   | 80                                                                   | 79                                                                   | 81                                                                   | 83                                                                   | 79                                                                   | 81                                                                   | 79                                                                   | 76                                                                   | 77                                                                   | 77                                                                   | 79                                                                   |
| Số giờ nắng trung bình tháng                                         | 127.1                                                                | 97.4                                                                 | 96.4                                                                 | 113.7                                                                | 126.1                                                                | 144.0                                                                | 218.7                                                                | 197.9                                                                | 180.8                                                                | 182.1                                                                | 157.3                                                                | 146.6                                                                | 1.788,1                                                              |
| Phần trăm nắng có thể                                                | 38                                                                   | 30                                                                   | 26                                                                   | 30                                                                   | 31                                                                   | 35                                                                   | 53                                                                   | 50                                                                   | 49                                                                   | 51                                                                   | 48                                                                   | 45                                                                   | 41                                                                   |
| Nguồn: China Meteorological Administration                           |                                                                      |                                                                      |                                                                      |                                                                      |                                                                      |                                                                      |                                                                      |                                                                      |                                                                      |                                                                      |                                                                      |                                                                      |                                                                      |